# Stylaster griggi
Stylaster griggi är en nässeldjursart som beskrevs av Stephen D. Cairns 2005. Stylaster griggi ingår i släktet Stylaster och familjen Stylasteridae. Inga underarter finns listade i Catalogue of Life.